# Carex squamigera
Carex squamigera là một loài thực vật có hoa trong họ Cói. Loài này được V.I.Krecz. & Luchnik mô tả khoa học đầu tiên năm 1937.